# 베르나르 르코크
베르나르 르코크(Bernard Le Coq, 1950년 9월 25일 ~ )는 프랑스의 배우이다. 《아름다운 것들》 (2001)로 세자르상 남우조연상을 수상했다.
르블랑에서 태어났다.

## 출연 작품

### 영화
- Les Grandes Vacances (1967)
- 개인교수 (1968, La Leçon particulière)
- 세자르와 로잘리 (1972)
- 마담 로즈 (1973, Les Granges brûlées)
- Le Diable dans la boîte (1977)
- 사랑이여 다시 한번 (1979, À nous deux)
- 야전병원 (1979, Le Toubib)
- 세번째 희생자 (1980, Trois Hommes à abattre)
- 동전 놀이 (1980, Pile ou Face)
- 타인의 피 (1984, Le Sang des autres)
- 반 고호 (1991년) - 테오 반 고흐 역
- 패트리어트 (1994, Les Patriotes)
- 내 안의 남자 (1996, Mon homme)
- 캡틴 코낭 (1996)
- 육체의 학교 (1998, L'École de la chair)
- 구름 (1998, La nube)
- 킬러 & 엔젤 (1999, Un ange)
- La taule (2000)
- 아름다운 것들 (2001, Se souvenir des belles choses)
- 악의 꽃 (2003)
- 신부 들러리 (2004)
- 히든 (2005) - 조르주의 편집장 역
- 메리 크리스마스 (2005)
- 검은 상자 (2005, La Boîte noire)
- 갈 (2006, GAL)
- Vent mauvais (2007)
- Cavalier seul (2009) - 단편
- 미스터 파파 (2011, Monsieur Papa)
- 정복 (2011, La Conquête) - 자크 시라크 역
- 캐피털 (2012, Le Capital)
- 생각해 보면 아름다운 인생 (2017, C'est beau la vie quand on y pense)

### 텔레비전
- Opération Ypsilon (1987)
- Kaamelott (2005)